# Rencontres essentielles
Rencontres essentielles est le premier roman de Thérèse Kuoh-Moukoury, publié en 1969.

## Résumé
Il raconte l'histoire de Flo, une femme qui ne parvient plus à avoir d'enfants à la suite d'une fausse couche, et ses luttes pour garder son mari. Cet ouvrage est généralement considéré comme le premier roman écrit par une femme en Afrique francophone,,,.